# Двоичная система счисления
Двои́чная систе́ма счисле́ния — позиционная система счисления с основанием 2. Благодаря непосредственной реализации в цифровых электронных схемах на логических вентилях, двоичная система используется практически во всех современных компьютерах и прочих вычислительных электронных устройствах.

## Двоичная запись чисел
В двоичной системе счисления числа записываются с помощью двух символов (0 и 1). Чтобы не путать, в какой системе счисления записано число, его снабжают указателем справа внизу. Например, число в десятичной системе 510, в двоичной 1012. Иногда двоичное число обозначают префиксом 0b или символом & (амперсанд), например 0b101 или соответственно &101.
В двоичной системе счисления (как и в других системах счисления, кроме десятичной) знаки читаются по одному. Например, число 1012 произносится «один ноль один».

### Натуральные числа
Натуральное число, записываемое в двоичной системе счисления как {\displaystyle (a_{n-1}a_{n-2}\dots a_{1}a_{0})_{2}}, имеет значение:
{\displaystyle (a_{n-1}a_{n-2}\dots a_{1}a_{0})_{2}=\sum _{k=0}^{n-1}a_{k}2^{k},}
где:
- {\displaystyle n} — количество цифр (знаков) в числе,
- {\displaystyle a_{k}} — значения цифр из множества {0,1},
- {\displaystyle k} — порядковый номер цифры.

### Отрицательные числа
Отрицательные двоичные числа обозначаются так же как и десятичные: знаком «−» перед числом. А именно, отрицательное целое число, записываемое в двоичной системе счисления {\displaystyle (-a_{n-1}a_{n-2}\dots a_{1}a_{0})_{2}}, имеет величину:
{\displaystyle (-a_{n-1}a_{n-2}\dots a_{1}a_{0})_{2}=-\sum _{k=0}^{n-1}a_{k}2^{k}.}
В вычислительной технике широко используется запись отрицательных двоичных чисел в дополнительном коде.

### Дробные числа
Дробное число, записываемое в двоичной системе счисления как {\displaystyle (a_{n-1}a_{n-2}\dots a_{1}a_{0},a_{-1}a_{-2}\dots a_{-(m-1)}a_{-m})_{2}}, имеет величину:
{\displaystyle (a_{n-1}a_{n-2}\dots a_{1}a_{0},a_{-1}a_{-2}\dots a_{-(m-1)}a_{-m})_{2}=\sum _{k=-m}^{n-1}a_{k}2^{k},}
где:
- {\displaystyle m} — количество цифр дробной части числа,
- {\displaystyle a_{k}} — значения цифр из множества {\displaystyle \{0,1\}}.

## Сложение, вычитание и умножение двоичных чисел
Таблица сложения
| + | 0 | 1                              |
| - | - | ------------------------------ |
| 0 | 0 | 1                              |
| 1 | 1 | 0 (перенос 1 в старший разряд) |

Таблица вычитания
| – | 0                            | 1 |
| - | ---------------------------- | - |
| 0 | 0                            | 1 |
| 1 | 1 (заём из старшего разряда) | 0 |

Пример сложения «столбиком» (десятичное выражение 1410 + 510 = 1910 в двоичном виде выглядит как 11102 + 1012 = 100112):
| + |   | 1 | 1 | 1 | 0 |
| + |   |   | 1 | 0 | 1 |
|   |   |   |   |   |   |
|   | 1 | 0 | 0 | 1 | 1 |

Таблица умножения
| × | 0 | 1 |
| - | - | - |
| 0 | 0 | 0 |
| 1 | 0 | 1 |

Пример умножения «столбиком» (десятичное выражение 1410 * 510 = 7010 в двоичном виде выглядит как 11102 * 1012 = 10001102):
| × |   |   |   | 1 | 1 | 1 | 0 |
| × |   |   |   |   | 1 | 0 | 1 |
|   |   |   |   |   |   |   |   |
| + |   |   |   | 1 | 1 | 1 | 0 |
| + |   | 1 | 1 | 1 | 0 |   |   |
|   |   |   |   |   |   |   |   |
|   | 1 | 0 | 0 | 0 | 1 | 1 | 0 |

## Преобразование чисел
Для преобразования из двоичной системы в десятичную используют следующую таблицу степеней основания 2:
| 1024 | 512 | 256 | 128 | 64 | 32 | 16 | 8 | 4 | 2 | 1 |

Начиная с цифры 1 все цифры умножаются на два.
Точка, которая стоит после 1, называется двоичной точкой.

### Преобразование двоичных чисел в десятичные
Допустим, дано двоичное число 1100012. Для перевода в десятичное запишите его как сумму по разрядам следующим образом:

1 * 25 +
1 * 24 +
0 * 23 +
0 * 22 +
0 * 21 +
1 * 20 = 49

То же самое чуть иначе:

1 * 32 +
1 * 16 +
0 * 8 +
0 * 4 +
0 * 2 +
1 * 1 = 49

Можно записать это в виде таблицы следующим образом:
| 512 | 256 | 128 | 64 | 32  | 16  | 8  | 4  | 2  | 1  |
|     |     |     |    | 1   | 1   | 0  | 0  | 0  | 1  |
|     |     |     |    | +32 | +16 | +0 | +0 | +0 | +1 |

Двигайтесь справа налево. Под каждой двоичной единицей напишите её эквивалент в строчке ниже. Сложите получившиеся десятичные числа.
Таким образом, двоичное число 1100012 равнозначно десятичному 4910.

#### Преобразование дробных двоичных чисел в десятичные
Нужно перевести число 1011010,1012 в десятичную систему. Запишем это число следующим образом:

1 * 26 +
0 * 25 +
1 * 24 +
1 * 23 +
0 * 22 +
1 * 21 +
0 * 20 +
1 * 2−1 +
0 * 2−2 +
1 * 2−3 = 90,625

То же самое чуть иначе:

1 * 64 +
0 * 32 +
1 * 16 +
1 * 8 +
0 * 4 +
1 * 2 +
0 * 1 +
1 * 0,5 +
0 * 0,25 +
1 * 0,125 = 90,625

Или по таблице:
| 64  | 32 | 16  | 8  | 4  | 2  | 1  |   | 0.5  | 0.25 | 0.125  |
| 1   | 0  | 1   | 1  | 0  | 1  | 0  | , | 1    | 0    | 1      |
| +64 | +0 | +16 | +8 | +0 | +2 | +0 |   | +0.5 | +0   | +0.125 |

### Преобразование методом Горнера
Для того, чтобы преобразовывать числа из двоичной в десятичную систему данным методом, надо суммировать цифры слева направо, умножая ранее полученный результат на основу системы (в данном случае 2). Методом Горнера обычно переводят из двоичной в десятичную систему. Обратная операция затруднительна, так как требует навыков сложения и умножения в двоичной системе счисления.
Например, двоичное число 10110112 переводится в десятичную систему так:

0*2 + 1 = 1

1*2 + 0 = 2

2*2 + 1 = 5

5*2 + 1 = 11

11*2 + 0 = 22

22*2 + 1 = 45

45*2 + 1 = 91

То есть в десятичной системе это число будет записано как 91.

#### Перевод дробной части чисел методом Горнера
Цифры берутся из числа справа налево и делятся на основу системы счисления (2).
Например 0,11012

(0 + 1)/2 = 0,5

(0,5 + 0)/2 = 0,25

(0,25 + 1)/2 = 0,625

(0,625 + 1)/2 = 0,8125

Ответ: 0,11012= 0,812510

### Преобразование десятичных чисел в двоичные
Допустим, нам нужно перевести число 19 в двоичное. Вы можете воспользоваться делением с остатком:

19/2 = 9 с остатком 1

9/2 = 4 c остатком 1

4/2 = 2 без остатка 0

2/2 = 1 без остатка 0

1/2 = 0 с остатком 1

Итак, мы делим каждое частное на 2 и записываем остаток в конец двоичной записи. Продолжаем деление до тех пор, пока в частном не будет 0. Результат записываем справа налево. То есть нижняя цифра (1) будет самой левой и т. д. В результате получаем число 19 в двоичной записи: 10011.

#### Преобразование дробных десятичных чисел в двоичные
Если в исходном числе есть целая часть, то она преобразуется отдельно от дробной. Перевод дробного числа из десятичной системы счисления в двоичную осуществляется по следующему алгоритму:
- Дробь умножается на основание двоичной системы счисления (2);
- В полученном произведении выделяется целая часть, которая принимается в качестве старшего разряда числа в двоичной системе счисления;
- Алгоритм завершается, если дробная часть полученного произведения равна нулю или если достигнута требуемая точность вычислений. В противном случае вычисления продолжаются над дробной частью произведения.

Пример: Требуется перевести дробное десятичное число 206,116 в дробное двоичное число.
Перевод целой части дает 20610=110011102 по ранее описанным алгоритмам. Дробную часть 0,116 умножаем на основание 2, занося целые части произведения в разряды после запятой искомого дробного двоичного числа:

0,116 • 2 = 0,232

0,232 • 2 = 0,464

0,464 • 2 = 0,928

0,928 • 2 = 1,856

0,856 • 2 = 1,712

0,712 • 2 = 1,424

0,424 • 2 = 0,848

0,848 • 2 = 1,696

0,696 • 2 = 1,392

0,392 • 2 = 0,784

и т. д.

Таким образом 0,11610 ≈ 0,00011101102
Получим: 206,11610 ≈ 11001110,00011101102

## Применения

### В цифровых устройствах
Двоичная система используется в цифровых устройствах, поскольку является наиболее простой и соответствует требованиям:
- Чем меньше значений существует в системе, тем проще изготовить отдельные элементы, оперирующие этими значениями. В частности, две цифры двоичной системы счисления могут быть легко представлены многими физическими явлениями: есть ток (ток больше пороговой величины) — нет тока (ток меньше пороговой величины), индукция магнитного поля больше пороговой величины или нет (индукция магнитного поля меньше пороговой величины) и т. д.
- Чем меньше количество состояний у элемента, тем выше помехоустойчивость и тем быстрее он может работать. Например, чтобы закодировать три состояния через величину напряжения, тока или индукции магнитного поля, потребуется ввести два пороговых значения и два компаратора,

В вычислительной технике широко используется запись отрицательных двоичных чисел в дополнительном коде. Например, число −510 может быть записано как −1012 но в 32-битном компьютере будет храниться как 111111111111111111111111111110112.

## Обобщения
Двоичная система счисления является комбинацией двоичной системы кодирования и показательной весовой функции с основанием равным 2. Число может быть записано в двоичном коде, а система счисления при этом может быть не двоичной, а с другим основанием. Пример: двоично-десятичное кодирование, в котором десятичные цифры записываются в двоичном виде, а система счисления — десятичная.

## История
- Полный набор из 8 триграмм и 64 гексаграмм, аналог 3-битных и 6-битных цифр, был известен в древнем Китае в классических текстах книги Перемен. Порядок гексаграмм в книге Перемен, расположенных в соответствии со значениями соответствующих двоичных цифр (от 0 до 63), и метод их получения был разработан китайским учёным и философом Шао Юн в XI веке. Однако нет доказательств, свидетельствующих о том, что Шао Юн понимал правила двоичной арифметики, располагая двухсимвольные кортежи в лексикографическом порядке.
- Индийский математик Пингала (200 год до н. э.) разработал математические основы для описания поэзии с использованием первого известного применения двоичной системы счисления[2][3].

- Прообразом баз данных, широко использовавшихся в Центральных Андах (Перу, Боливия) в государственных и общественных целях в I—II тысячелетии н. э., была узелковая письменность Инков — кипу, состоявшая как из числовых записей десятичной системы[4], так и не числовых записей в двоичной системе кодирования[5]. В кипу применялись первичные и дополнительные ключи, позиционные числа, кодирование цветом и образование серий повторяющихся данных[6]. Кипу впервые в истории человечества использовалось для применения такого способа ведения бухгалтерского учёта, как двойная запись[7].
- Наборы, представляющие собой комбинации двоичных цифр, использовались африканцами в традиционных гаданиях (таких как Ифа) наряду со средневековой геомантией.
- В 1605 году Френсис Бэкон описал систему, буквы алфавита которой могут быть сведены к последовательностям двоичных цифр, которые в свою очередь могут быть закодированы как едва заметные изменения шрифта в любых случайных текстах. Важным шагом в становлении общей теории двоичного кодирования является замечание о том, что указанный метод может быть использован применительно к любым объектам[8] (см. Шифр Бэкона).

- Современная двоичная система была полностью описана Лейбницем в XVII веке в работе Explication de l’Arithmétique Binaire[9]. В системе счисления Лейбница были использованы цифры 0 и 1, как и в современной двоичной системе. Как человек, увлекающийся китайской культурой, Лейбниц знал о книге Перемен и заметил, что гексаграммы соответствуют двоичным числам от 0 до 111111. Он восхищался тем, что это отображение является свидетельством крупных китайских достижений в философской математике того времени[10].

- В 1854 году английский математик Джордж Буль опубликовал знаковую работу, описывающую алгебраические системы применительно к логике, которая в настоящее время известна как Булева алгебра или алгебра логики. Его логическому исчислению было суждено сыграть важную роль в разработке современных цифровых электронных схем.
- В 1937 году Клод Шеннон представил к защите кандидатскую диссертацию Символический анализ релейных и переключательных схем в MIT, в которой булева алгебра и двоичная арифметика были использованы применительно к электронным реле и переключателям. На диссертации Шеннона по существу основана вся современная цифровая техника.
- В ноябре 1937 года Джордж Штибиц, впоследствии работавший в Bell Labs, создал на базе реле компьютер «Model K» (от англ. «Kitchen», кухня, где производилась сборка), который выполнял двоичное сложение. В конце 1938 года Bell Labs развернула исследовательскую программу во главе со Штибицом. Созданный под его руководством компьютер, завершённый 8 января 1940 года, умел выполнять операции с комплексными числами. Во время демонстрации на конференции American Mathematical Society в Дартмутском колледже 11 сентября 1940 года Штибиц продемонстрировал возможность посылки команд удалённому калькулятору комплексных чисел по телефонной линии с использованием телетайпа. Это была первая попытка использования удалённой вычислительной машины посредством телефонной линии. Среди участников конференции, бывших свидетелями демонстрации, были Джон фон Нейман, Джон Мокли и Норберт Винер, впоследствии писавшие об этом в своих мемуарах.